# 長太の大楠

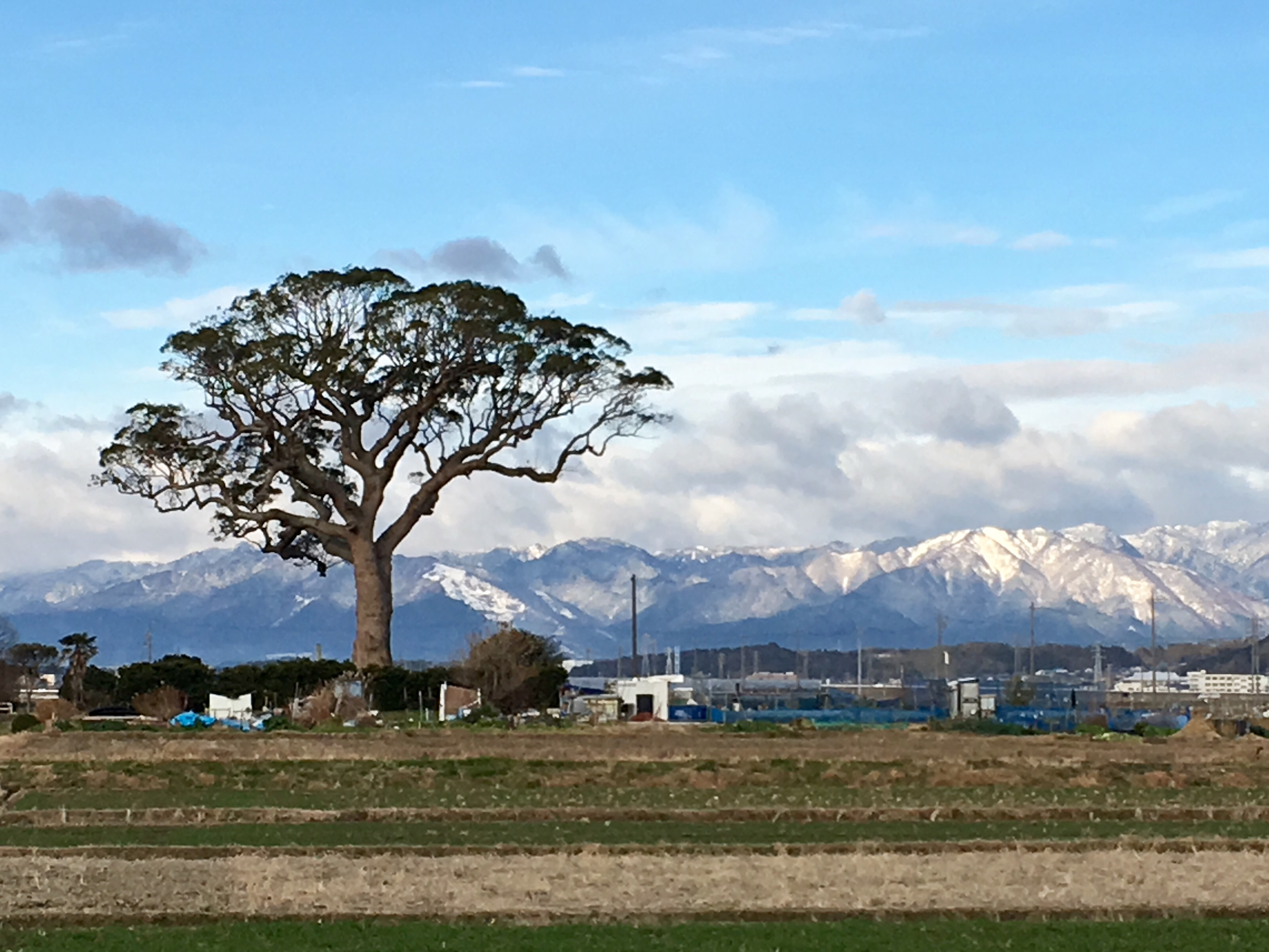
長太の大楠と鈴鹿山脈

長太の大楠（なごのおおくす）は、三重県鈴鹿市南長太町に自生するクスノキである。

## 概要
1851年（嘉永4年）の地誌・勢国見聞集には河曲郡北堀江村の西方にある楠を大木神社と言い、式内の社であると記されていることから、かつてはこの木そのものが神社として人々に護持されていたと考えられている。

## 周辺地理
周囲を広大な田園に囲まれているため見通しが良く、1本の巨大な楠が聳えるその姿を遠くからでも目にすることができる。近鉄名古屋線の長太ノ浦駅と箕田駅のほぼ中間、近鉄名古屋線が県道の高架橋の下を潜る個所の西方に位置し、近鉄名古屋線を走る列車の車窓からも眺めることができる。

## 歴史
神社としての勧請の年代や事情は分かっていない。もともとの社は河曲郡富村字船塚にあったとされ、寛永年間（1624年 - 1644年頃）にこの地へ遷座されたと言う。延喜式では式内社、小社に列する。1867年（明治元年）に度会県鈴鹿郡第三区の郷社に、1873年（明治6年）に村社列格となる。その後、祭神は近くにある須伎神社・久久志彌神社・飯野神社へと合祀され神社としての役割を終える。木は現在、宗教法人須伎神社所有、1963年（昭和38年）1月11日に三重県の天然記念物に指定された。

## 現在の状況
木の根元周辺は小高い丘になっており、環境保全のため丘一面が藁で覆われていると同時に、周囲を低い柵で囲まれている。木の南側にはここが神社であることを示す石標があり、その手前には2本の灯篭と金銭を供するための賽銭箱があるが、その他の供え物を奉る社や祠などはない。1959年（昭和34年）の伊勢湾台風によって木の東側の枝張りが失われたこともあり、近年その樹勢の衰えが心配されているため、周囲の土壌改良や枯れ枝の除去、切断面の処理などの対策が行われている。

## 資料
- 名称：長太の大楠（なごのおおくす）
- 種類：クスノキ
- 幹周：8.8m[1]
- 樹高：23m[1]
- 目通り直径：2.6m
- 枝張り：東西32m、南北33m[1]
- 樹齢：推定1000年
- 員数：1本
- 所在地：三重県鈴鹿市南長太町285